# Sophie Bray
Pour les articles homonymes, voir Bray.
Sophie Bray (née le 12 mai 1990 en France) est une joueuse de hockey sur gazon britannique, membre de l'équipe de Grande-Bretagne de hockey sur gazon féminin. 
Avec la Grande-Bretagne, elle est sacrée championne olympique en 2016 à Rio de Janeiro.